# بلنسية (فنزويلا)
فالنسيا (بالإسبانية: Valencia) عاصمة ولاية كارابوبو في فنزويلا, وهي ثالث أكبر مدينة في الدولة. بلنسية مركز اقتصادي وصناعي تقع فيها كثير من كبريات شركات وصناعات الدولة. بلغ عدد سكانها 1.5 مليون نسمة في السنة 2003, ومن المتوقع أنها ستنمو بشكل كبير في السنوات القادمة. تقع كراكاس على بعد حوالي 180 كيلومترا إلى الشرق.

## توأمة
لبلنسية (فنزويلا) اتفاقيات توأمة مع كل من:
- نابولي
- بلنسية
- بلوفديف [4]

## أعلام
- براوليو سالازار
- ليساندرو ألفارادو
- جيزيلا بولانوس
- أمبروسيو بلازا
- إدوين فاليرو
- جوزيف مارتينيز
- لويس مانويل سيخاس
- كورايما توريس
- فيليكس هرنانديز
- غابرييلا إسلر